# Geografia do Lesoto
Lesoto é um país montanhoso  localizado na África Austral. É um enclave dentro da África do Sul. O comprimento total das fronteiras do país é 909 km. O Lesoto cobre uma área de cerca de 30.355 quilômetros quadrados , dos quais uma percentagem insignificante é coberta com água.
O Lesoto, além de ser um enclave, é o único estado independente que se encontra inteiramente acima de 1000 metros de altitude. O seu ponto mais baixo é de 1400 metros. A sua zona de clima pode ser classificada como continental.

## Localização
O Lesoto é um país da África Austral, localizado a cerca de 29°30 'de latitude sul e 28°30' de longitude leste. É o 141° maior país do mundo, com uma área total de 30.355 km2, dos quais uma percentagem insignificante é coberta com água. Lesoto é completamente rodeado pela África do Sul, tornando-se um dos apenas três países no mundo que são enclaves dentro de outro país. O comprimento total da fronteira com a África do Sul é de 909 km. Já que Lesoto é um enclave, não tem litoral e em grande parte é dependente da África do Sul. O porto de embarque mais próximo é o de Durban . 

## Geografia física
O Lesoto pode ser dividido em três regiões geográficas: as terras baixas, seguindo as margens do sul do rio Caledon; os planaltos formados pelos Drakensberg e serras malotti nas partes leste e central  do país; e os contrafortes que formam uma divisão entre as planícies e planaltos. O ponto de menor altitude está na junção da Makhaleng e do rio Orange (Senqu) (na fronteira África do Sul-Lesoto), que com 1400 metros é o ponto mais baixo de todo o país. Lesoto é o único estado independente do mundo que se encontra inteiramente acima de 1.000 metros  de altitude. [ 6 ] O ponto mais alto é o pico do Thabana Ntlenyana  , que atinge uma altitude de 3.482 metros. Mais de 80% do território de Lesoto está acima de 1.800 metros.
Mesmo que pouco, o Lesoto tem áreas de água, os rios que correm por todo o país são uma parte importante da economia do país. Grande parte da receita de exportação do país vem da água, e muito de seu setor energético vem da hidroeletricidade. O rio Orange nasce nas montanhas Drakensberg, no nordeste do Lesoto e flui ao longo de toda a extensão do país, antes de entrar na África do Sul. Outros rios incluem o Malibamatso , Matsoku e Senqunyane.

## Geografia política
Ver artigo principal: Distritos de Lesoto
O Lesoto é dividido em 10 distritos administrativos , cada um com sua própria capital, chamada de camptown . [ 10 ] Os distritos estão subdivididos em 80 distritos eleitorais, que consistem em 129 conselhos comunitários locais. [ 11 ]
Distritos (em ordem alfabética):
1. Berea
2. Butha-Buthe
3. Leribe
4. Mafeteng
5. Maseru
6. Hoek de Mohale
7. Mokhotlong
8. Nek do Qacha
9. Quthing
10. Thaba-Tseka

## Clima

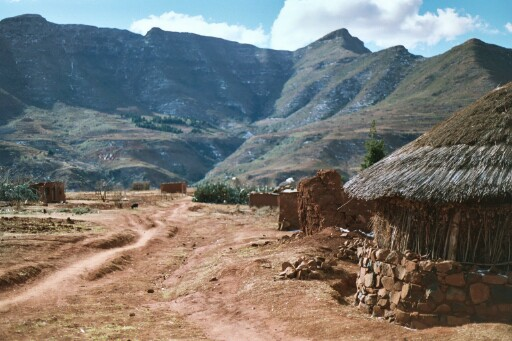
Paisagem montanhosa de lesoto

Devido à sua altitude, o país continua a ser mais frio ao longo do ano do que a maioria das outras regiões na mesma latitude. Lesotho tem um clima continental , com verões quentes e invernos frios. Maseru e suas planícies que a cercam muitas vezes chegam a 30°C no verão. O inverno pode ser frio nas terras baixas as temperaturas descem até -7°C  e nas montanhas até -20°C , por vezes.
A precipitação anual varia de cerca de 600 milímetros nos vales da planície de cerca de 1200 milímetros nas áreas da escarpa norte e leste da fronteira com a África do Sul. [A maior parte da chuva cai como trovoada: 85% da precipitação anual situa-se entre os meses de abril e outubro. Os invernos, entre maio e setembro, são geralmente muito secos. A neve é comum nos desertos e vales baixos, entre maio e setembro; os picos mais altos pode experimentar ocasionalmente significativa queda de neve durante todo o ano. A variação anual da precipitação é muito irregular, o que leva a periódicas secas na estação seca (maio a setembro) e enchentes , que podem ser graves no período chuvoso (outubro a abril).

## Os recursos naturais
Lesoto é pobre em recursos naturais. Economicamente, o recurso mais importante é a água. O Lesotho Highlands Water Project permite exportar água dos rios: Malibamatso , Matsoku , Senqu e Senqunyane  para a África do Sul, além de gerar energia hidrelétrica para as necessidades de Lesoto. A partir de abril de 2008, a primeira fase do projeto foi concluída. O projeto já é responsável por cerca de cinco por cento do PIB de Lesoto , e quando estiver totalmente concluído, poderá responder por até 20 por cento.
O recurso mineral principal é o diamante da mina de Letseng na cordilheira Maluti. A mina produz pouquíssimas pedras, mas tem a maior proporção de dólares por quilate de qualquer mina de diamantes do mundo. Outros recursos minerais incluem carvão, galena, quartzo, ágata e depósitos de urânio, mas a sua exploração não é considerada comercialmente viável. Depósitos de argila podem ser encontrados no campo, e são usados para a produção de telhas, tijolos e outras cerâmicas.
Grande parte da população se engaja na agricultura de subsistência, apesar de apenas 10,71% da superfície do país é classificado como terra arável e 0,13% tem culturas permanentes. Grande parte da terra foi arruinada por erosão do solo. As terras agrícolas mais férteis estão nas planícies do norte e centro, e no sopé entre as planícies e as montanhas. Existem grandes extensões de terras férteis no norte do país, que perdidos para colonos europeus em guerras durante o século XIX.

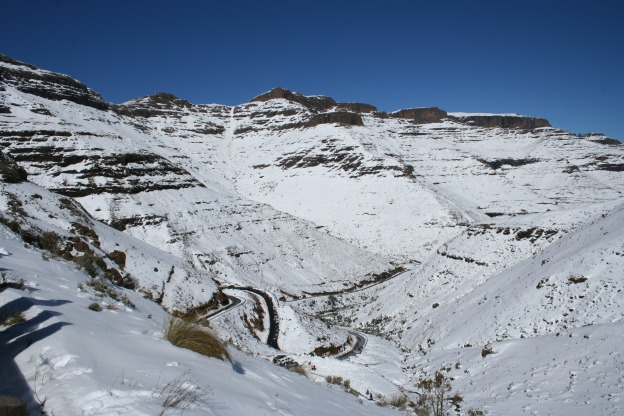
Neve na localidade de Moteng Pass, Distrito de Mokhotlong